# Nephochaetopteryx linharensis
Nephochaetopteryx linharensis är en tvåvingeart som beskrevs av Tibana och Santos 1997. Nephochaetopteryx linharensis ingår i släktet Nephochaetopteryx och familjen köttflugor. Inga underarter finns listade i Catalogue of Life.